# Köprülü Mehmed Paša
Köprülü Mehmed Paša (osmanskoturško كپرولی محمد پاشا, turško Köprülü Mehmet Paşa, izgovorjava [ˈcœp.ɾy.ly mehˈmet paˈʃa], albansko Mehmed Pashë Kypriljoti, Qyprilliu), po rojstnem kraju imenovan tudi Mehmed Paša Rojniku, je bil veliki vezir Osmanskega cesarstva in ustanovitelj politične dinastije Köprülü, družine vezirjev, bojevnikov in državnikov, ki je obvladovala upravo Osmanskega cesarstva v drugi polovici 17. stoletja, * okoli 1575, Rošnik, † 31. oktober 1661, Edirne. 
Obdobje politične vladavine njegove rodbine je znano kot köprülsko obdobje. Köprülü Mehmed Paša je z izkoreninjenjem korupcije in reorganizacijo osmanske vojske pomagal obnoviti moč Osmanskega cesarstva. Po uvedbi sprememb je Köprülü tudi razširil meje cesarstva, premagal Kozake, Madžare in, kar je najbolj impresivno, Benečane. Köprülüjeva učinkovitost je bila primerna njegovemu ugledu.

## Biografija

### Zgodnje življenje
Rojen je bil v vasi Rošnik v sandžaku Berat v sedanji Albaniji albanskim staršem. V sultanovo službo je vstopil kot mladenič, ki je bil kot krvni davek poslan v Istanbul. V palači Topkapi je začel kariero kot kuhar v cesarski kuhinji, prestopil v cesarsko zakladnico in nato v pisarne palačnega komornika. Drugi uradniki naj bi težko sodelovali s Köprülüjem, zato so ga premestili v korpus spahij (konjenice) v eno od provinc.

### Vzpon v državni službi
Najprej je bil nameščen v mestu Köprü v severni Turčiji, ki so ga kasneje v njegovo čast poimenovali Vezirköprü. Hitro je bil povišan in po mestu Köprü privzel ime Köprülü. Köprülüjev nekdanji mentor Hüsrev Paša je po svojem vzponu v cesarski službi in povišal Köprülüja na vse pomembnejše položaje. Ko je bil Hüsrev Paša umorjen, je Köprülü že pridobil svoje privržence. Sčasoma je opravljal pomembne funkcije kot vodja tržne policije v Konstantinoplu, nadzornik cesarskega arzenala, vodja korpusa spahij (mirahor) in vodja orožarjev korpusa. Köprülü se je uspel povezati z močnimi možmi in nekako preživeti njihove padce, ne da bi bil tudi sam uničen. Köprülü je še naprej opravljal pomembne funkcije. Sčasoma se je povzpel do naslova paša in bil leta 1644 imenovan za beglerbega (provincialnega guvernerja) Trebizondskega ejaleta. Hiter vzpon mu je olajšalo sodelovanje z drugimi Albanci v osmanski upravi. Njegov glavni pokrovitelj je bil albanski veliki vezir Kemankeš Kara Mustafa Paša, ki je zagotovil, da ja sultan imenoval Köprülüja za mirahorja.
Kasneje je upravljal province Eğri (1647), Karaman (1648) in Anatolija (1650). En teden leta 1652 je služil kot vezir divana, potem pa so ga odpustili zaradi nenehnega boja za oblast v palači. V preteklih letih je Köprülü na sultanovem dvoru navezal številna prijateljstva, zlasti s sultanijo materjo Turhan Hatidže Sultan, materjo mladoletnega sultana Mehmeda IV.
Leta 1656 so bile politične razmere v Osmanskem cesarstvu kritične. Vojna na Kreti proti Benečanom je še vedno trajala. Osmansko floto pod poveljstvom kapudan paše (velikega admirala) Kenan Paše je maja 1656 premagala združena beneško-malteška flota v bitki pri Dardanelah. Beneška mornarica je nadaljevala blokado Dardanel in presekala oskrbo osmanske vojska na Kreti iz Konstantinopla. Pomembni vezirji, vključno z velikim muftijem (Şeyhülislam) Hodžazade Mesut Efendijem, so skovali načrt za odstavitev vladajočega sultana Mehmeda IV. Zaroto so odkrili in zarotniki so bili usmrčeni ali izgnani. Mati sultanija Turhan Hatidže se je po posvetovanju odločila, da je najprimernejši kandidat za mesto velikega vezirja stari in upokojeni, a izkušeni Köprülü Mehmed Paša. Mehmed Efendi, vodja pisarjev in glavni arhitekt, je  prepričal sultana, da lahko samo Köprülü Mehmed Paša prepreči katastrofo.

### Veliki vezir
Köprülü je bil poklican v Istanbul, kjer je 14. septembra 1656 sprejel položaj velikega vezirja. Pred imenovanjem je v pogovoru govoril z Valide Sultan predstavil svoje pogoje, ki jih je Valide Sultan sprejela. Köprülü je za sprejem položaja zahteval, da sultan objavi samo tisto, kar bo on odobril, da mu dovoli vsa imenovanja in razrešitve, da se sultan vzdrži pravice do prenosa pooblastil na tretjo osebo in presliši vse slabe govorice, ki bi se širile o velikem vezirju. Köprülü je dobil izredna pooblastila in politično oblast brez vmešavanja, tudi s sultanove strani. Valide Sultan je seveda poročala sultanu o stanju v vladnih in številnih upravnih zadevah in podpirala velikega vezirja. Zgodovinarji so na sultanijo in velikega vezirja kot vladajoči par gledali kot na steber osmanske države.
Köprülü je pridobil sloves poštenega in sposobnega upravitelja, vendar je bil ob prevzemu položaja star 80 let. Da bi preprečil, da bi Valide Sultan ali katera koli druga oseba iz harema prevzela njuno oblast, je predlagal potrditev in razglasitev sultanove polnoletnosti. Kot veliki vezir je  svetoval  sultanu Mehmedu IV., naj uživa v lovu in potovanjih po Balkanu in prebiva v stari prestolnici Edirne, s čimer se prekinil njegovo neposredno vpletanje v upravljanje države. 4. januarja 1657 so enote spahij v Istanbulu sprožile upor, ki ga je Köprülü Mehmed Paša s pomočjo janičarjev okrutno zadušil. Zaradi dokazane vpletenosti v upor in stikov s sovražniki države je Köprülü Mehmed Paša odobril tudi usmrtitev carigrajskega pravoslavnega patriarha. 
Tekmeci in državi neprijazni verski voditelji so bili izgnani ali usmrčeni. Köprülü je po uporu centraliziral oblast v cesarstvu in oživil tradicionalne osmanske metode vladanja. Vse tiste, ki so bili osumljeni zlorabe položaja ali so se izkazali za podkupljive, je ukazal odstraniti ali usmrtiti. Tisti, ki niso opravili svojih nalog, so bili strogo kaznovani. Pogosto so najvišjo ceno plačali neuspešni vojaški poveljniki. Ko veliki admiral Topal Mehmed Paša 17. julija 1657 ni uspel prebiti beneške blokade Dardanel, je Köprülü njega in njegove glavne častnike na kraju samem usmrtil. Ko so se tekmeci Mehmedu IV. pritožili nad njegovimi metodami, je Köprülü odstopil in se pritožil sultanu, da je kršil njun dogovor. Sultan je nemudoma prosil Köprülüja, naj se vrne na položaj  velikega vezirja, ker so se njegove metode pokazale kot uspešne pri obnavljanju moči osmanske države. Sultan je velikemu vezirju podelil absolutno oblast nad življenjem in lastnino osmanske vlade in ljudi ter mu zagotovil, da bo vsakdo, ki mu bo nasprotoval, ne glede na njegov namen, lahko usmrčen.

### Vojna z Benetkami
Ker je bila ponovna oživitev dejavnosti Beneške republike neposredna spodbuda za Köprülüjevo imenovanje za velikega vezirja, je bilo pomembno, da dokaže svojo učinkovitost kot voditelj vojne proti Benečanom. Začel je z vojaškimi pohodi, s katerimi je nameraval prebiti beneško blokado Dardanel. Osmanska mornarica je v bitki z Benečani pri Dardanelah 19. julija 1657 zmagala, kar je Osmanom omogočilo, da so ponovno zavzeli nekatere egejske otoke, vključno s Tenedosom in Lemnosom, ter odprli morske  oskrbovalne poti za osmansko vojsko na Kreti.

### Vojna s Transilvanijo in Habsburžani
Leta 1658 je Köprülü vodil uspešno akcijo v Transilvaniji, kjer je knez Jurij II. Rákóczi odpovedal svojo zvestobo sultanu. Svojo državo je poskušal spremeniti v veliko silo. Povezal se je z drugimi protestantskimi knezi, da bi osvojil Ogrsko in Poljsko. Medtem ko je Rákóczi leta 1657 napadel Poljsko, je Köprülü poslal Krimske Tatare, da napadejo Transilvanijo. Napad je prisilil Rákóczija, da se je umaknil s Poljske, vendar ni hotel ponovno izreči poslušnosti sultanu. Kot odgovor je Köprülü leta 1658 sam povedel veliko osmansko vojsko v Transilvanijo, premagal Rákóczija in ga prisilil v beg v habsburške dežele. Vojna s Habsburžani se je nadaljevala, osmanska oblast nad Transilvanijo pa je bila potrjena z začasnim mirovnim sporazumom. K Osmanskemu cesarstvu sta bila priključena Janovo (Jenö) in 27. avgusta Várad (Oradea). Veliki vezir je s priključitvijo večjega ogrskega ozemlja nameraval neposredno ogroziti habsburško prestolnico Dunaj. 

### Upor Abaze Hasan Paše
Köprülüjevo kampanjo v Transilvaniji je prekinil obsežen upor več guvernerjev vzhodnih provinc pod vodstvom Abaza Hasan paše, takrat guvernerja Alepa. Uporniki so nasprotovali Köprülüjevim nasilnim čistkam v vojski in zahtevali, da se usmrti. Sultan Mehmed IV. je  ostal neomajen v svoji podpori Köprülüju in je proti upornikom poslal vojsko pod poveljstvom Murtaza paše, ki je takrat varoval safavidsko mejo. Uporniki so s 30.000 možmi premagali Murtaza pašo, potem pa sta ostra zima in upadanje morale sčasoma prisilila upornike k kapitulaciji. Upor Abaza Hasana je bil končan februarja 1659 z usmrtitvijo vseh poveljnikov upornikov v Alepu, čeprav jim je bilo obljubljeno, da jim bo prizaneseno. 

### Požar na  Ayazmakapi
Julija 1660 je v Istanbulu izbruhnil velik požar pri Ayazmakapi, ki je povzročil veliko škodo ljudem in zgradbam, kar je kasneje povzročilo pomanjkanje hrane in kugo. Köprülü Mehmed Paša se je osebno vključil v obnovo mesta in odločil, naj bi pogorele judovske četrti prisilno odkupila država. 

## Smrt in zapuščina
Köprülü je bil kljub starosti do konca življenja energičen mož. Ko je leta 1661 smrtno zbolel, je k njegovi postelji prišel sultan. Köprülü ga je prepričal, da je za naslednjega velikega vezirja imenuje njegovega sina Köprülü Fazıl Ahmed Pašo. Sultanu je svetoval tudi to, naj nikoli ne posluša nasvetov žensk, naj za ministra nikoli ne imenuje premožnega moža, naj bo zakladnica vedno polna in naj bo vojska vedno v gibanju.
Köprülü je umrl 31. oktobra 1661. Za seboj je pustil dobro uglašen državni  upravni stroj, ki je Osmanskemu cesarstvu povrnil sloves vojaške agresivnosti ter nekdanji prestiž in moč znotraj in zunaj države. Zmage Köprülü Mehmeda v Transilvaniji so osmansko mejo potisnile bliže avstrijski.

## Družina
Medtem ko je bil nameščen kot sandžakbeg v Köprüju v Anatoliji, se je poročil z Ajše Hatun (Hanım), hčerko Jusufa age, moža uglednega rodu. Z njo je imel veliko otrok, med katerimi je bil najbolj znan Köprülü Fazıl Ahmed Paša, njegov naslednik na položaju velikega vezirja.